# 47018 Chopinet
47018 Chopinet è un asteroide della fascia principale. Scoperto nel 1998, presenta un'orbita caratterizzata da un semiasse maggiore pari a 2,9052963 au e da un'eccentricità di 0,0544126, inclinata di 1,04978° rispetto all'eclittica.